# Llista de Creus de Sant Jordi/1986/Entitats

#### Entitats
Informació actualitzada per un bot. Els canvis manuals es perdran quan s'actualitzi!
| Entitat                                                      | Wikidata  | Descripció                                   | Imatge |
| ------------------------------------------------------------ | --------- | -------------------------------------------- | ------ |
| Orfeó Gracienc                                               | Q7333940  | societat coral                               |        |
| Cambra Oficial de Comerç, Indústria i Navegació de Barcelona | Q8353073  | Corporació de dret públic fundada el 1886    |        |
| Societat Castellonenca de Cultura                            | Q9078428  | entitat cultural valenciana de la Plana Alta |        |
| Cobla els Lluïsos de Taradell                                | Q11914384 |                                              |        |
| Institut Barraquer d'Oftalmologia                            | Q11926702 |                                              |        |
| Llibreria Símbol                                             | Q11932311 |                                              |        |
| Llibreria Ona                                                | Q11932312 | llibreria de Barcelona                       |        |
| Orfeó Català de Mèxic                                        | Q11939479 |                                              |        |
| Fundació Puigvert                                            | Q17605252 | institut mèdic privat d'urologia a Barcelona |        |
| Orfeó Lleidatà                                               | Q20101386 |                                              |        |